# クレヨンしんちゃん 伝説を呼ぶ オマケの都ショックガーン!
『クレヨンしんちゃん 伝説を呼ぶ オマケの都ショックガーン!』（クレヨンしんちゃん でんせつをよぶ オマケのみやこショックガーン）は、インティ・クリエイツが開発し2006年3月23日にバンプレストから発売されたゲームボーイアドバンス用ソフト。バンプレスト最後のゲームボーイアドバンス用ソフトであった。
臼井儀人原作の漫画及びアニメ作品『クレヨンしんちゃん』の横スクロールアクションゲーム。アクション仮面などのコスプレアクションと、かすかべ防衛隊の助けを呼ぶフレンドアクションを駆使してステージを進む。監督・脚本・キャラクターデザインは同作のアニメ版監督（3代目）であるムトウユージが務めた。
2006年4月14日にはゲームのストーリーを元にしたアニメスペシャル「食玩あつめてショックガーンだゾ」が放映（2006年12月15日には再放送もされた）。ゲームのCMに出演したよゐこはミニゲーム「でんせつをよぶよゐこのうみだゾ」に本人役で登場。およびアニメに特別出演した。
2010年12月2日にはニンテンドーDS版『クレヨンしんちゃん ショックガ〜ン!伝説を呼ぶオマケ大ケツ戦!!』がクレヨンしんちゃん20周年記念作品として発売された。

## あらすじ
ある日テレビで、食玩のテーマパーク「ショックガーン」がオープンしたのを知った野原一家は、早速ショックガーンへと向かう。そこで懐かしアニメや特撮のキャラクター食玩の虜になったひろしやみさえといった大人達は、仕事もそっちのけで誰かに操られるかのように子供だけを置いてショックガーンへと足繁く通うようになり、遂にはいつまで経っても帰って来なくなった。
やがて街中に兵士の人形が現れて、しんのすけ達は翻弄される。そんな時、しんのすけは言葉を話す不思議なフィギュア「キャルト」と出会い、ショックガーンの虜になった大人達を、風間くんたちかすかべ防衛隊のメンバーと共に救出に向かうのであった。

## DS版での変更点
- アニメーションの追加。GBA版やアニメ版とは違った新しいアニメがあり、結末も異なっている。
- また、GBA版にも存在したムービーの台詞も一部変更されている。
- 登場人物の増加。そのためDS版ではシリーズ最多の登場人物になっている。
- コスプレ、おたすけカード、テーマパークの追加。
- テーマパークの名前「ショックガーン(GBA)」→「ショックガ〜ン(DS)」
- フィギュア魔人(GBA)→フィギュア4魔人(DS)
- GBA版でもフルボイスだったが、機種がDS版になったことにより音質が良くなった。
- ぶりぶりざえもんの店はマスターヨダの店に差し替えられている。

## 登場人物

### 主要キャラクター
- 野原しんのすけ 声 - 矢島晶子
- 野原みさえ 声 - ならはしみき
- 野原ひろし 声 - 藤原啓治
- 野原ひまわり 声 - こおろぎさとみ
- シロ 声 - 真柴摩利
- 風間トオル（風間くん） 声 - 真柴摩利
- 桜田ネネ（ネネちゃん） 声 - 林玉緒
- 佐藤マサオ（マサオくん） 声 - 一龍斎貞友
- ボーちゃん 声 - 佐藤智恵

### おたすけキャラ
- 野原銀の介 声 - チョー
- 高倉文太（園長先生） 声 - 納谷六郎
- よしながみどり（よしなが先生） 声 - 高田由美（GBA版）→七緒はるひ（DS版）
- まつざか梅（まつざか先生） 声 - 富沢美智恵
- 上尾ますみ（上尾先生） 声 - 三石琴乃
- 酢乙女あい 声 - 川澄綾子
- 黒磯 声 - 立木文彦
- アクション仮面 声 - 玄田哲章
- 桜ミミ子 声 - 小桜エツ子
- 大原ななこ（ななこお姉さん） 声 - 紗ゆり
- 北本さん（隣のおばさん） 声 - 鈴木れい子
- 神田鳥忍 声 - 大塚瑞恵
- 四郎 声 - 桜井敏治
- 桜田もえ子（ネネちゃんのママ） 声 - 萩森侚子
- カンタムロボ 声 - 大滝進矢
- 山田ジョン 声 - 松尾佳子
- 風間みね子（風間くんのママ） 声 - 玉川紗己子
- マサオくんのママ 声 - 大塚智子
- ふかづめ竜子 声 - 伊倉一恵
- 魚の目お銀 声 - 星野千寿子
- ふきでものマリー 声 - むたあきこ
- 鳩ヶ谷ヨシりん 声 - 阪口大助
- 鳩ヶ谷ミッチー 声 - 大本眞基子
- もえP 声 - 野川さくら
- ぶりぶりざえもん 声 - なし
- わにやまさん（チョコビのワニ） 声 - なし
- むさえ（DS版） 声 - 根谷美智子
- 川口（DS版） 声 - 中村大樹
- しんこ（DS版） 声 - こおろぎさとみ
- マスターヨダ（DS版） 声 - 永井一郎

### ゲームオリジナルキャラクター
キャルト
声 - 徳永愛
ボトルキャップの妖精。語尾に「～キャル」とつける。
敵であるフィギュア魔人の陰謀を阻止するため、「選ばれし者」を探す途中でしんのすけと巡り会う。
事件の全貌を知っており、彼女も巻き込まれるが、「へんしんおかし」を持っていたため、免れたとのこと（DS版では「へんしんおかし」の設定がなくなっている）。
かなりレアキャラであるらしく、DS版では特別展示物に飾るほどの価値があるという設定が追加。また、このことをモールドに指摘され自身に協力してくれているしんのすけ達に疑心暗鬼になるも、しんのすけに「（協力したのは）レアキャラだからじゃなく、キャルトに頼まれたからやってる」と答えたため、疑いが晴れた。
彼女の結末は2つに異なっており、GBA版ではブリスター達を元に戻した代償で、クリスタルになってしまう（エピローグではしんのすけがストラップとして幼稚園のカバンに身につけている）。一方、アニメ及びDS版では、「悲しみ」が消えたことにより「魔力」も失ったため、元の姿に戻ってしまう。その後はしんのすけが彼女を保管した。

#### フィギュア魔人
レジン
声 - 西村智博
元々はレアフィギュアだったが、「タマ」の上に「巨大」と書かれた落書きのせいで価値が下がってしまった。
怒りっぽい性格だが、物語の途中でしんのすけと闘っている最中に「タマ」がとれてしまったことでオカマになってしまう。
しかし、元の形に戻った際に落書きが消え、「タマ」も戻った。
アニメでは上記の描写はない。
デカール
声 - 三石琴乃
ゴスロリファッションを着飾っているフィギュア。腹話術が得意で右手にクマのパペットをつけているが、パペットが本体である。
本当の姿は、ゲームではキャルトの色違いのフィギュアだが、自身はノーマルのため人気がなかった。
その扱いから劣等感が生じ、それがフィギュア魔人になる要因になった。
アニメではそのままの姿である。
ブリスター
声 - 松山鷹志
フィギュア魔人のリーダー格。
鎧を纏っており、かなりのナルシストである。
フィギュアは「遊ぶ物」ではなく「観る物」と信条としており、飾ってくれると信じていたが大事に扱ってくれなかった人間に敵視している（ただし、ブリスターのフィギュアは遊ぶことを目的として作られていたので、実際は逆恨みに近い）。
アニメでは、黒幕によって自由に動けるようになったあと、同じく捨てられたレジンとデカールにも自由を与えた。

#### 最終ボス
大魔王
GBA版の最終ボスで、フィギュア達の「悲しみ」が集まってできたもの。それが固まって大きくなり、「魔力」を持ったことにより、全フィギュアが飲み込まれ、今作の事件が起きた。
しんのすけの「フィギュア」に対する愛を確かめた際、ぶりぶりざえもんの形になってしまい、そのままの形でしんのすけを襲う。
その「悲しみ」の正体はフィギュア目当てで買った人達に捨てられた「お菓子」の恨み。そのため、ダメージを与えるだけでは倒せず、ダメージを与えた際に出た「お菓子」を全部食べることで倒したことになる。
EDでは、残さずに食べたしんのすけ達に感激し、昇天した。
ショックちゃん&ガ〜ンくん
声 - 小桜エツ子（ショックちゃん）、阪口大助（ガ～ンくん）
オープニングなどに登場。雑魚キャラとして登場することも。
アニメでは、ショックガーンのマスコットキャラであるが、その正体はフィギュア魔人に命を吹き込ませた黒幕。
黒幕の設定としては、上記の大魔王と同様。
モールド
声 - 関俊彦
DS版に登場するフィギュア魔人及び最終ボス。ロボットのような姿をしている。
フィギュア魔人の中でも下っ端で、手下の生産担当にもかかわらず、ブリスターたちにこき使われている。
レジンやデカールのミスを押し付けられた挙句、与えられた最後のチャンスもを失敗した後、ショック城のゴミ捨て場に入れさせられた。
しかし、ショック城でしんのすけ達が創造の間にたどり着いた際、再起動し近くのゴミを吸収し巨大化。
レジン、デカール、ブリスターも吸収した後、しんのすけ達に襲いかかってくる。

## 曲
- 挿入歌 - 「ショックガ〜ンのテーマ」（GBA版ではノンクレジット）
  - 作詞 - ムトウユージ / 作曲 - やまだいっぽう / 編曲 - さとうたくま / 歌 - ショックちゃん&ガ〜ンくん（小桜エツ子、阪口大助）
- エンディングテーマ - 「アキハバラぶるーす」（GBA版のエンディングテーマ）
  - 作詞 - インティ文芸部 / 作曲 - やまだいっぽう / 編曲 - さとうたくま / 歌 - よしながみどり（高田由美）
- 挿入歌 - 「キャルトといっしょ」（DS版のエンディングテーマ）
  - 作詞 - ムトウユージ / 作曲 - やまだいっぽう / 歌 - キャルト（徳永愛）